# Sorpasso (economia)
O termo sorpasso (plural: sorpassi) foi cunhado para indicar a superação, em 1987, do PIB italiano em relação ao inglês, um evento que tornou a Itália a sexta potência econômica do mundo depois dos Estados Unidos, União Soviética, Japão, Alemanha e França.  O sorpasso foi o resultado da recalibração dos métodos de análise estatística do governo italiano e também do auge da política de dívida pública dos anos 80 (liderada por Bettino Craxi e seus aliados dos democratas cristãos). Mais dois "sorpassi" ocorreram em 1991 e 2009 .

## A ultrapassagem de 1987
Quando o PIB italiano aumentou 18% graças ao que foi definido pelo The Economist como um "jogo de prestígio estatístico" . , a Itália excedeu a Grã-Bretanha para o Produto Interno Bruto, tornando-se a sexta nação mais rica do mundo depois dos Estados Unidos, União Soviética, Japão, Alemanha e França. No entanto, a chamada "ultrapassagem" logo foi anulada pelo aumento imediato da renda per capita britânica e, sobretudo, por uma libra forte 
Às vezes, excluindo a União Soviética da computação, ela tem sido usada e ainda é usada para falar da Itália da época como a "quinta economia" do mundo (ocidental).

## O sorpasso de 1991: Itália quarta potência
Em 15 de maio de 1991 o ministro do Exterior Gianni De Michelis soube que, de acordo com o relatório desenvolvido pela empresa International Business (empresa do grupo do The Economist, entre os periódicos financeiros e econômicos influentes do mundo) e enviado por De Michelis também para o primeiro-ministro Giulio Andreotti, a Itália havia se tornado a quarta potência industrial do mundo, à frente da França e da Grã-Bretanha (o cálculo não incluía a URSS, que por sinal já estava em colapso). De acordo com este relatório do International Business, em 1990 a Itália se tornou a quarta nação mais industrializada do mundo depois dos Estados Unidos, Japão e Alemanha.  O PIB a preços correntes do Bel Paese (o produto interno bruto, que é a soma dos bens e serviços finais produzidos no território), na verdade, chegou a 1.268 bilhões de dólares, contra 1.209 da França e 1.087 da Grã-Bretanha. A estimativa foi então corrigida para baixo devido ao grande déficit das contas públicas italianas, e o PIB italiano sofreu uma contra-superação tanto pela França quanto pelo Reino Unido durante os anos noventa, durante os quais houve uma estagnação do PIB, a economia italiana cresceu, em média, apenas 1,23% ao ano contra a média europeia de 2,28%.

## A ultrapassagem de 2009
Um novo "sorpasso" do PIB italiano em comparação com o britânico, ocorreu em 2009. Em março de 2009, ele foi consumado pela primeira vez um novo sorpasso ítalo-britânico, o da renda per capita, com ênfase dada pela The Economist. : segundo estimativas da Economist Intelligence Unit, medindo o PIB a taxas de câmbio atuais, a Grã-Bretanha caiu para 12º lugar na UE15 em 2009, seguido apenas por Espanha, Grécia e Portugal, enquanto o da Itália ficou em 11º lugar.  Mas, comparado a 1987, desta vez a ultrapassagem foi mais significativa, porque em 2007 o PIB per capita da Grã-Bretanha era de 46.030 libras, 27% a mais que o italiano (36.140 libras).  O embaixador italiano em Londres na época, Giancarlo Aragona , falou sobre uma segunda ultrapassagem. Segundo The Economist, "a queda de 29% na libra de suas altas de janeiro de 2007 mudou a situação" e, graças ao fortalecimento do euro em relação à libra, ocorreram ultrapassagens: em 2009 os italianos produziam € 35.390 por pessoa, comparado a € 32.890 per capita dos britânicos. Alguns meses depois, a ultrapassagem do PIB (nominal) também foi verificada.  Em 6 de novembro de 2009, o primeiro-ministro italiano Silvio Berlusconi, falando no Conselho de Ministros, anunciou que a Itália é a sexta nação mais rica do mundo e a terceira na Europa, já que seu PIB superou o da Grã-Bretanha que foi mais afetada que outros da crise pela sua economia baseada em finanças .  Além disso, a Itália é também o terceiro maior contribuinte para a União Europeia e o sexto para as Nações Unidas  .  A nova subida é certificada pelas estimativas do Office for National Statistics e do Citigroup : no terceiro trimestre de 2009, o PIB italiano geraria 350 bilhões de libras contra os 347,5 do PIB britânico.